# Lwowski Klub Sportowy Pogoń
Il Lwowski Klub Sportowy Pogoń, meglio noto come Pogoń Lwów, è stata una società calcistica polacca con sede nella città di Leopoli. 
Fondata nel 1904, è stata una delle società calcistiche polacche più antiche dopo il Czarni Lwów e il Lechia Lwów. Il Pogoń Lwów era attivo in diversi settori sportivi, tra cui quello calcistico, nell'hockey su ghiaccio e nell'atletica leggera. È stata, inoltre, una delle squadre polacche più forti nel periodo interbellico, riuscendo a non retrocedere mai in seconda divisione. Il club cessò di esistere nel settembre del 1939 a causa dello scoppio della seconda guerra mondiale prima e per via della cessione di Leopoli all'Unione Sovietica poi.
Negli anni venti del XX secolo s'impose quattro volte nel campionato nazionale (1922, 1923, 1925 e 1926), vincendo tre titoli su quattro con il tecnico austriaco Karl Fischer.

## Storia

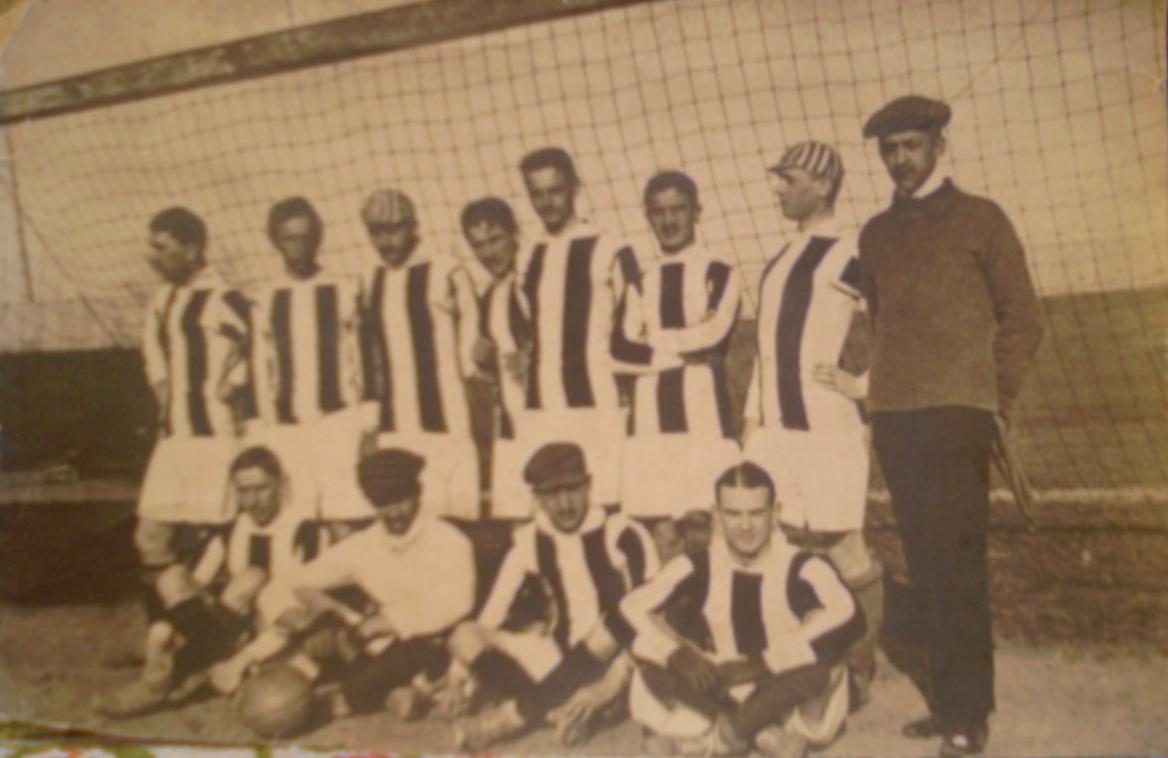
Il Pogoń Lwów nel 1910, prima della partita contro il Lechia Lwów.

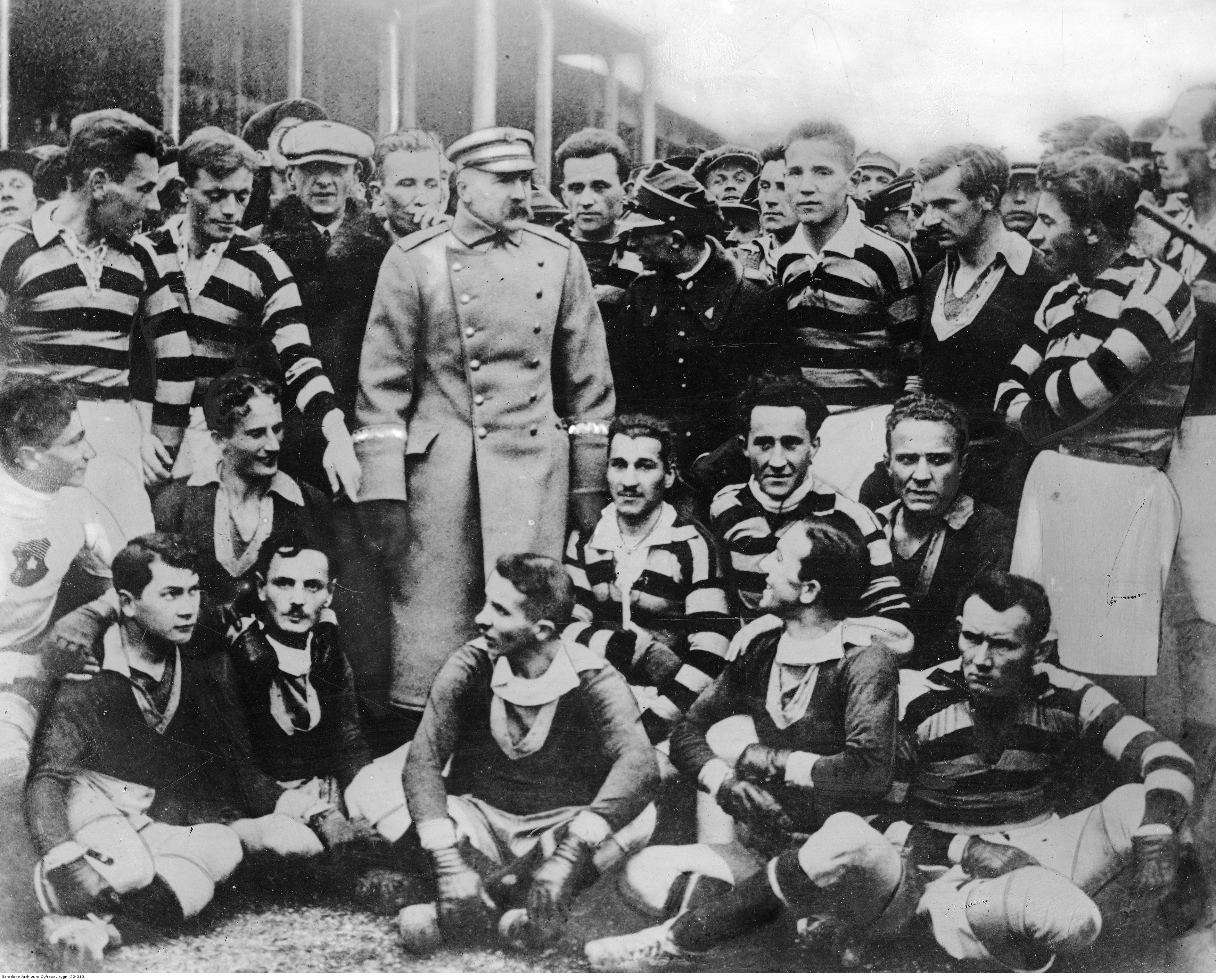
Il maresciallo Józef Piłsudski circondato dai giocatori del Pogoń Lwów e del presso lo stadio di Cracovia nel 1924.

Nel 1904 venne fondato il Klub Gimnastyczno-Sportowy IV-ego Gimnazjum a Leopoli, allora capoluogo della Galizia all'interno dell'impero austro-ungarico. Nel 1907 ci fu la fusione con il Lechia Lwów e il club assunse la denominazione di Lwowski Klub Sportowy Pogoń. Nello stesso anno il Pogoń ricevette una ricca sponsorizzazione da parte di Ludwik Kuchar, proprietario di alcuni cinema sia a Leopoli sia a Cracovia. Nel 1913 il club giocò la sua prima partita nel suo nuovo stadio, intitolato al generale Edward Rydz-Śmigły, contro il Cracovia. E nello stesso 1913 il Pogoń partecipò al campionato della Galizia assieme al KS Cracovia e al Wisła Cracovia, finendo ultimo. Lo scoppio della prima guerra mondiale interruppe il campionato della Galizia e altri tornei, ma le partite a carattere locale continuarono. Nel biennio 1918-1919 nel corso della guerra polacco-ucraina diversi atleti del Pogoń Lwów e degli altri club cittadini parteciparono agli scontri nella città di Leopoli e nelle liste dei caduti figurano 57 atleti del Pogoń.
Nel 1920 il Pogoń partecipò al girone cittadino che qualificava al primo campionato polacco, che non venne più disputato a causa dello scoppio della guerra sovietico-polacca. Dopo il quarto finale nel campionato 1921, il Pogoń, allenato fino al 1925 dall'austriaco Karl Fischer, vinse il campionato polacco nelle quattro edizioni successive (1922, 1923, 1925 e 1926). Il primo titolo nel 1922 arrivò con la vittoria per 4-3 nel ritorno della finale contro il Warta Poznań. Il secondo titolo nel 1923 arrivò alla terza partita nella finale contro il Wisła Cracovia: dopo la vittoria casalinga per 3-0 e la sconfitta per 2-1 a Cracovia, il Pogoń vinse la terza sfida a Leopoli per 2-1. Dopo che l'edizione 1924 non venne organizzata per la concomitanza dei giochi olimpici, il Pogoń vinse anche i triangolari finali delle edizioni 1925 e 1926, conquistando il quarto titolo di fila. Nel dicembre 1926 i principali club polacchi, tra i quali il Pogoń, decisero di formare un girone unico come massima serie del campionato polacco e la prima stagione fu nel 1927, col Pogoń che concluse al quarto posto. Nella Liga 1929 il Pogoń riuscì a mantenere la categoria grazie a una serie di risultati positivi nelle ultime gare di campionato, avviata dalla vittoria per 2-1 sui concittadini dello Czarni Lwów. Nel corso degli anni trenta il Pogoń ottenne come miglior risultato il secondo posto in tre occasioni (1932, 1933 e 1935).
Il Pogoń occupava la seconda posizione a pari punti col Wisła Cracovia nella Liga 1939 quando il campionato venne interrotto a causa dell'invasione della Polonia che diede inizio alla seconda guerra mondiale. La città di Leopoli fu teatro di battaglie, atrocità e passaggi da uno schieramento all'altro, che misero in disparte le attività sportive dei club cittadini. Alla fine della guerra Leopoli passò sotto il governo dell'Unione Sovietica, e così anche il Pogoń Lwów venne sciolto definitivamente. Nel maggio 1945 alcuni tra gli atleti superstiti del Pogoń, tra i quali Michał Matyas e Józef Słonecki, parteciparono alla riattivazione del Polonia Bytom, che prese i colori rosso e blu del Pogoń. Anche il Pogoń Stettino, alla cui fondazione parteciparono polacchi fuggiti da Leopoli, scelse il rosso e il blu come colori sociali a ricordo del Pogoń Lwów e nel 1955 cambiò denominazione da Kolejarz a Pogoń appositamente.
Nel 2009 a Leopoli un nuovo club chiamato Pogoń Lwów venne fondato dalla minoranza polacca con lo stesso nome e gli stessi colori sociali, e venne iscritto al settimo livello del campionato ucraino.

## Palmarès

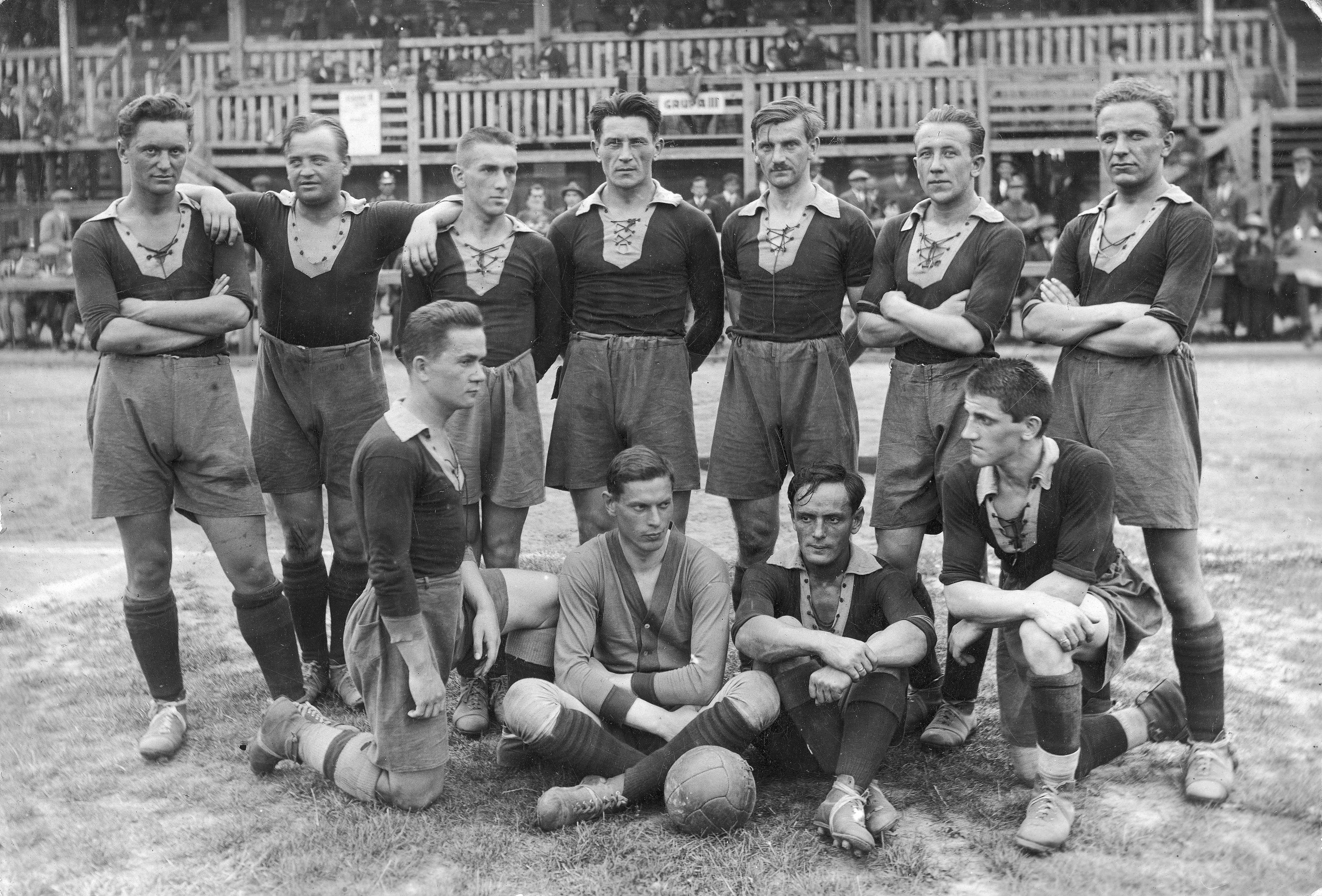
Pogoń Lwów campione di Polonia nel 1926.

### Competizioni nazionali
- Campionato polacco: 4

1922, 1923, 1925, 1926

### Altri piazzamenti
- Campionato polacco:

Secondo posto: 1932, 1933, 1935
Terzo posto: 1939